# Ingelheim am Rhein
Ingelheim am Rhein település Németországban, Rajna-vidék-Pfalz tartományban. Lakosainak száma 36 390 fő (2023. december 31.). Ingelheim am Rhein Bingen am Rhein, Gau-Algesheim, Appenheim, Schwabenheim an der Selz, Essenheim és Nieder-Hilbersheim községekkel határos.

## Fekvése
Mainztól nyugatra, a Rajna bal partján fekvő település.

## Leírása
Régi vincellérváros, mely híres vörösboráról és karoling császári palotájáról.
A két részből álló város egyik része iparosodott, itt a 12. századi Saalkirche mellett láthgató a Nagy Károly által épített palota maradványa. Úgy tartják, hogy a császár itt Ingelheimben született, és szülővárosa iránti szeretetből építtette a palotát.
A másik városrész (Oberingelheim) látványossága a kapukkal és tornyokkal gazdagon ellátott erődítmény, melynek félköríves, frízekkel és oromzattal díszített tornya a 12. századból való.

## Nevezetességek
- Palota (Kaiserppfalz)
- Vártemplom (Burgkirche) – Gótikus stílusban épült és a megerősített falú temetőben található.
- Erődítmény

## Galéria

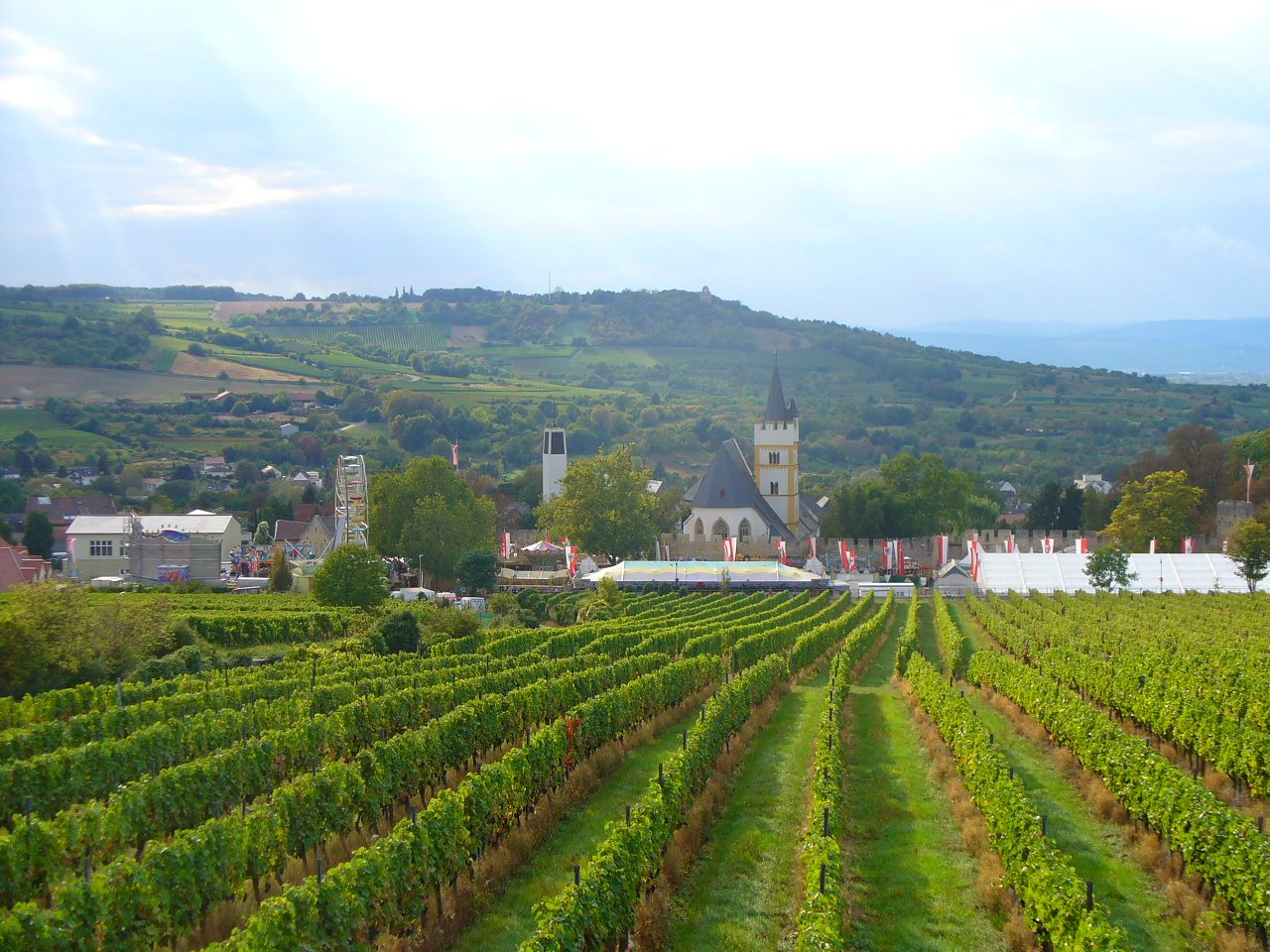
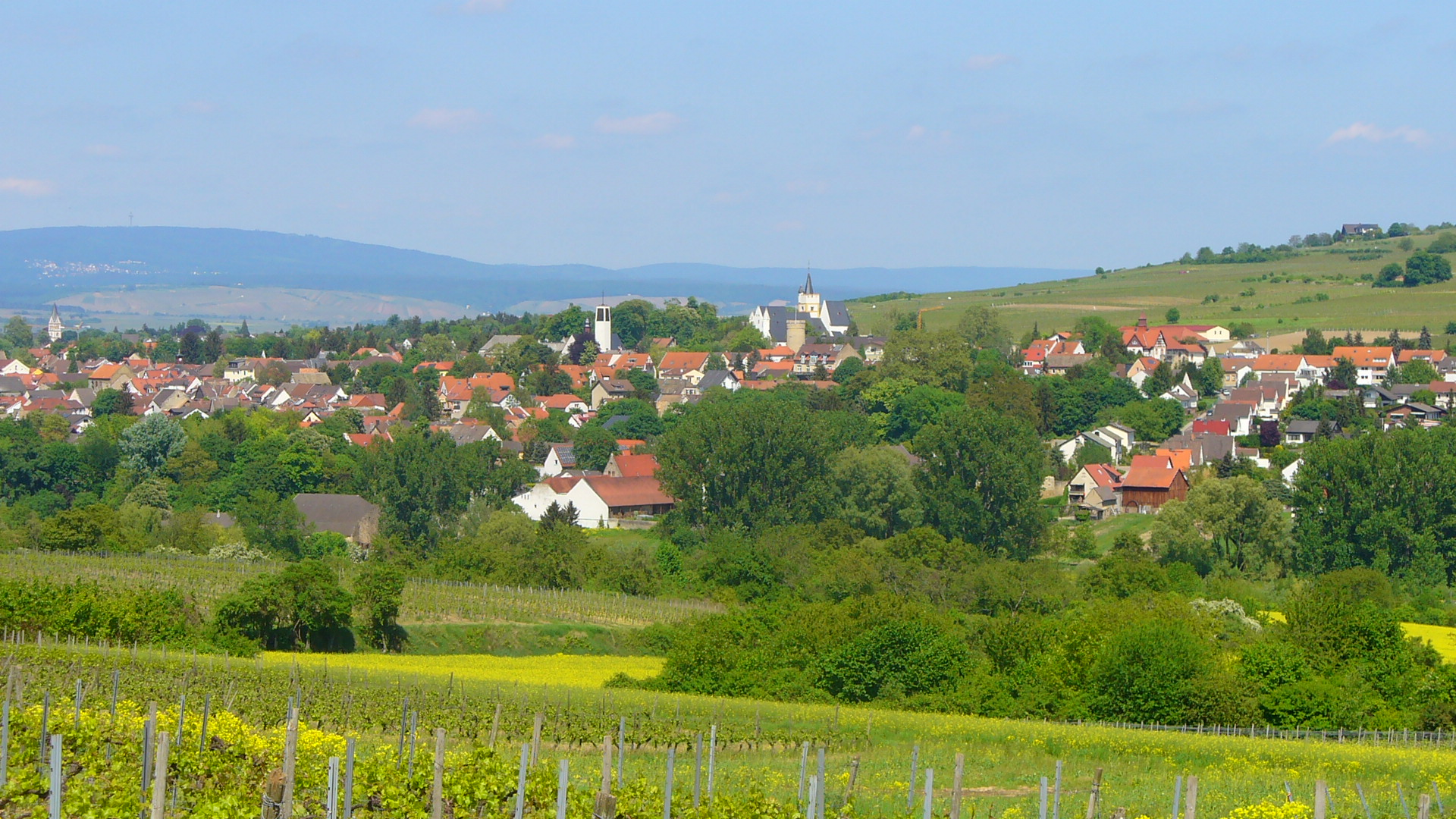
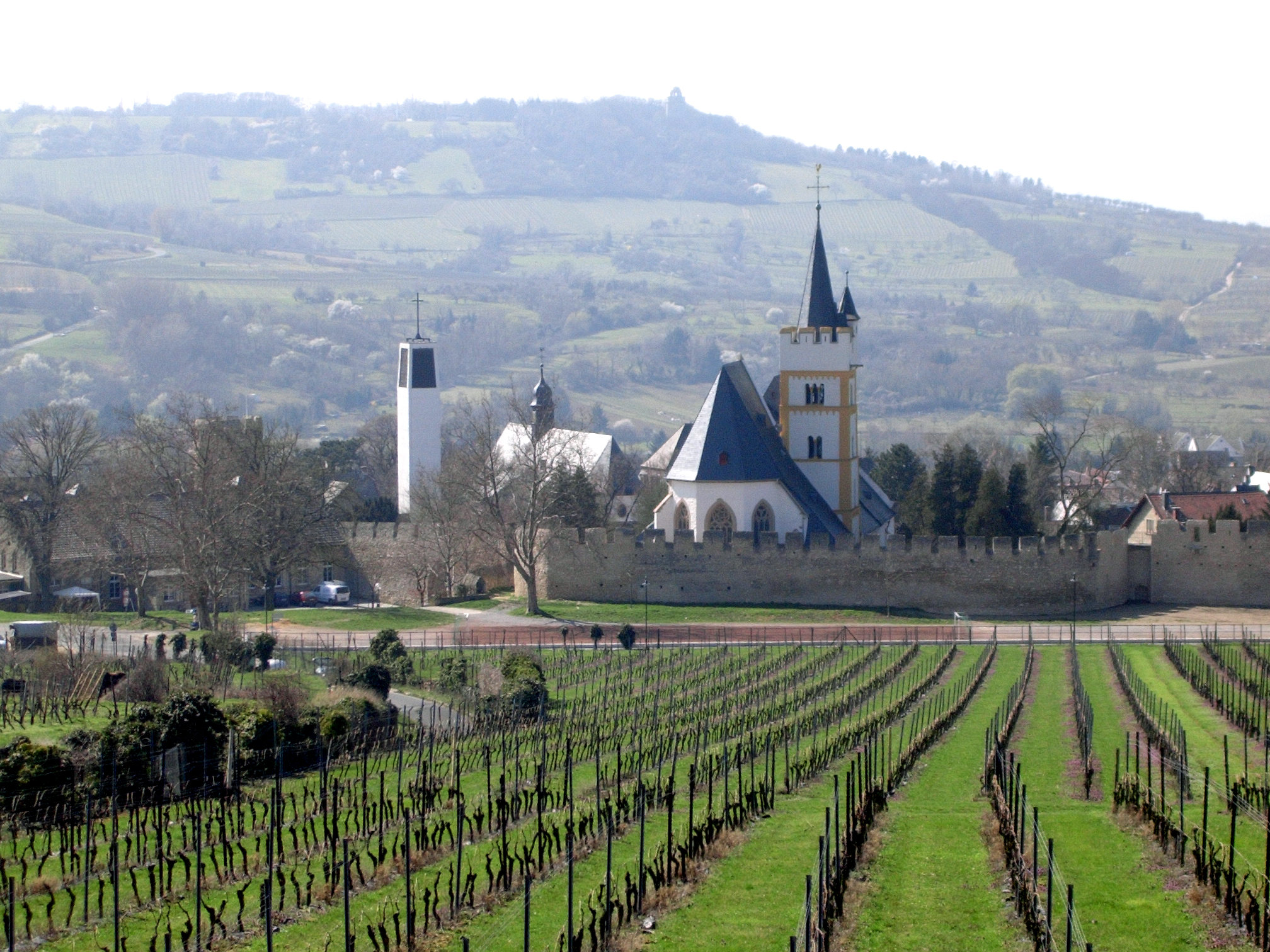
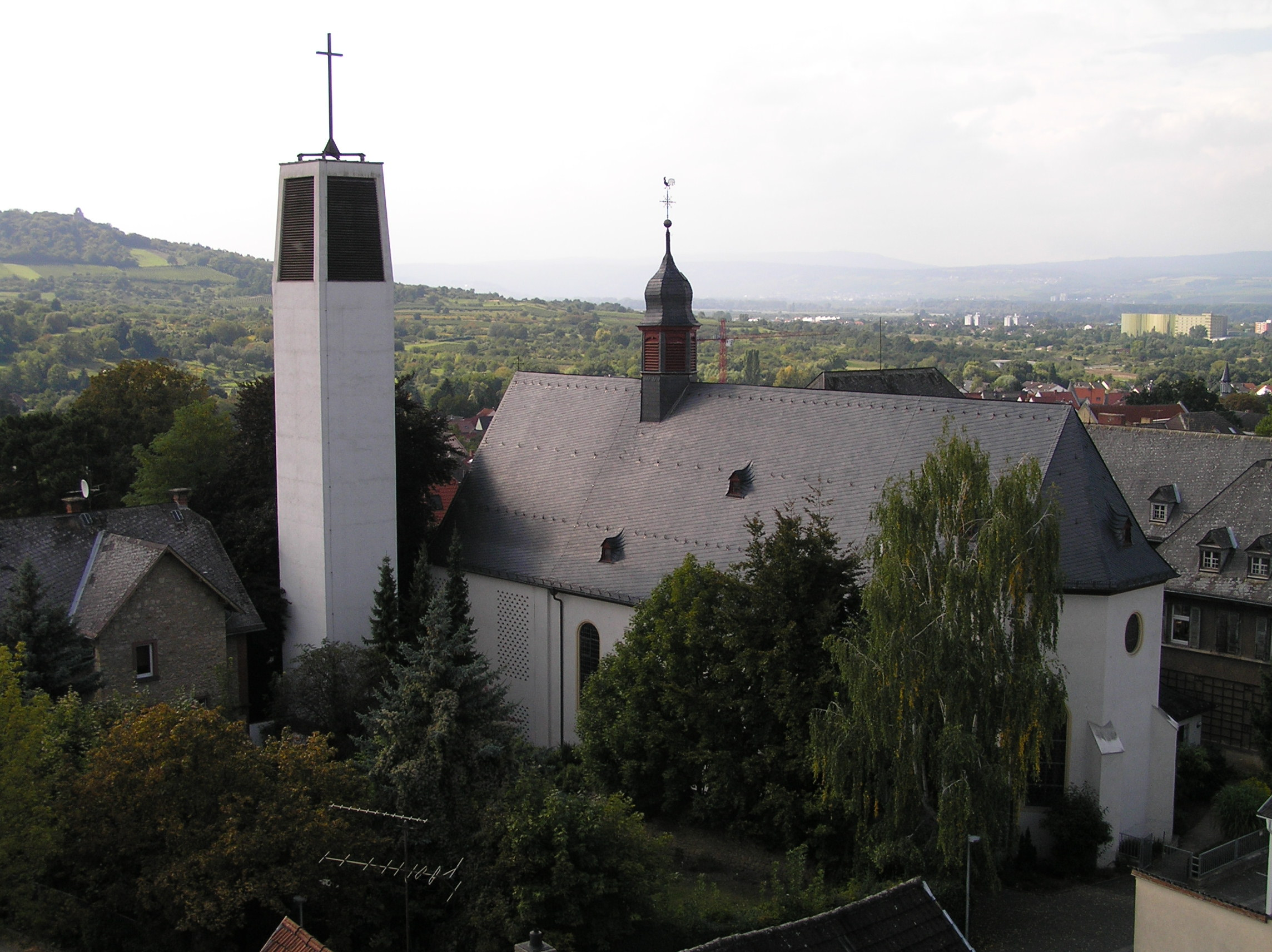
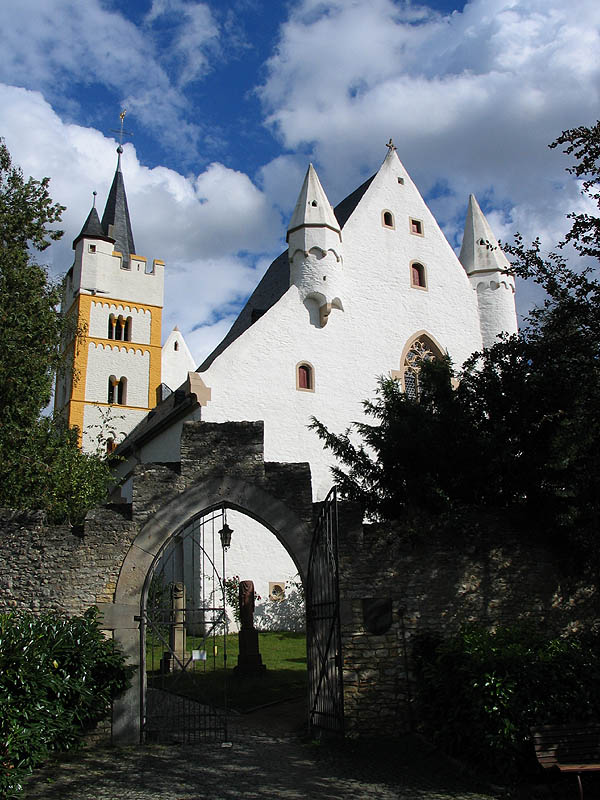
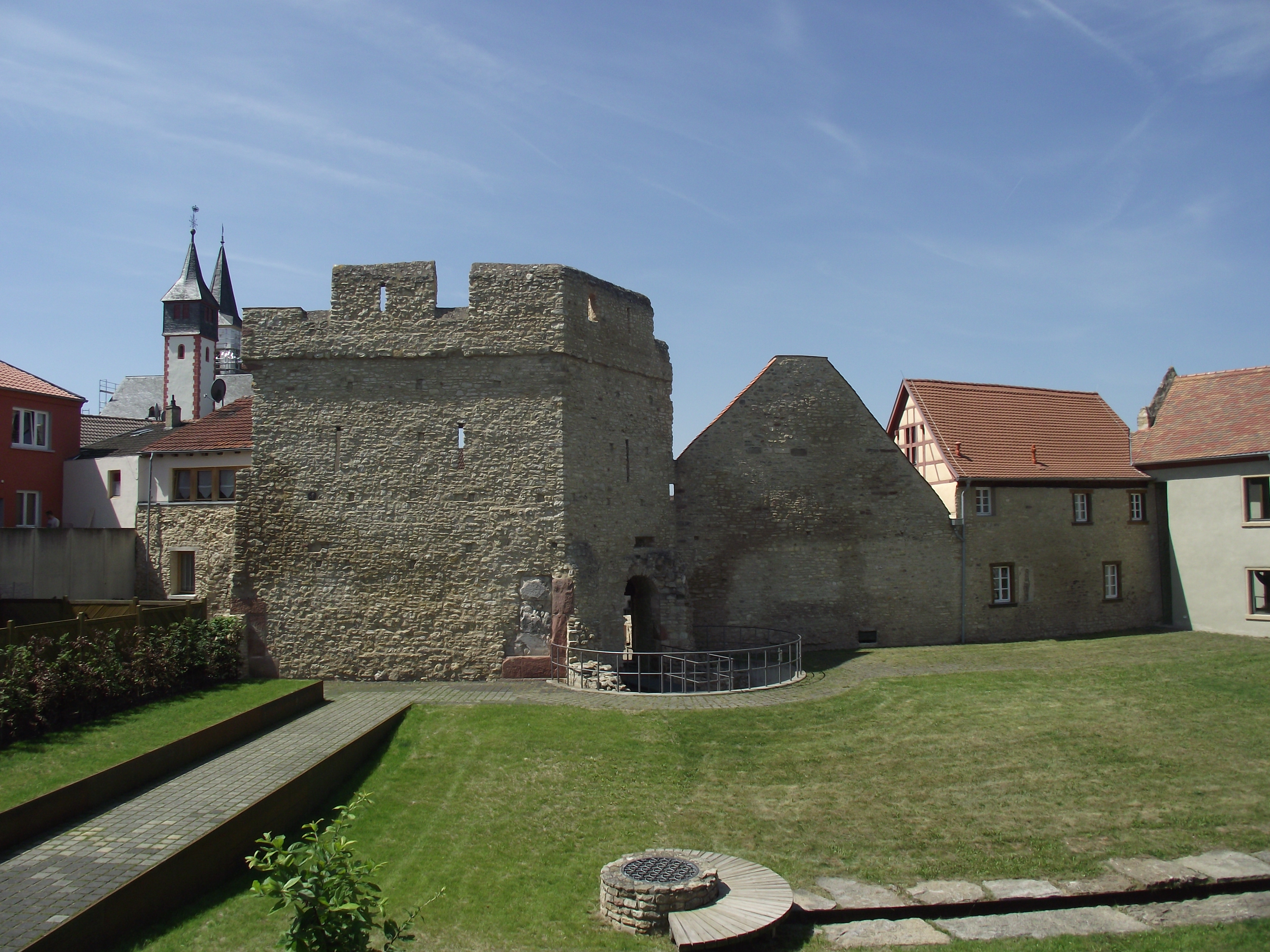
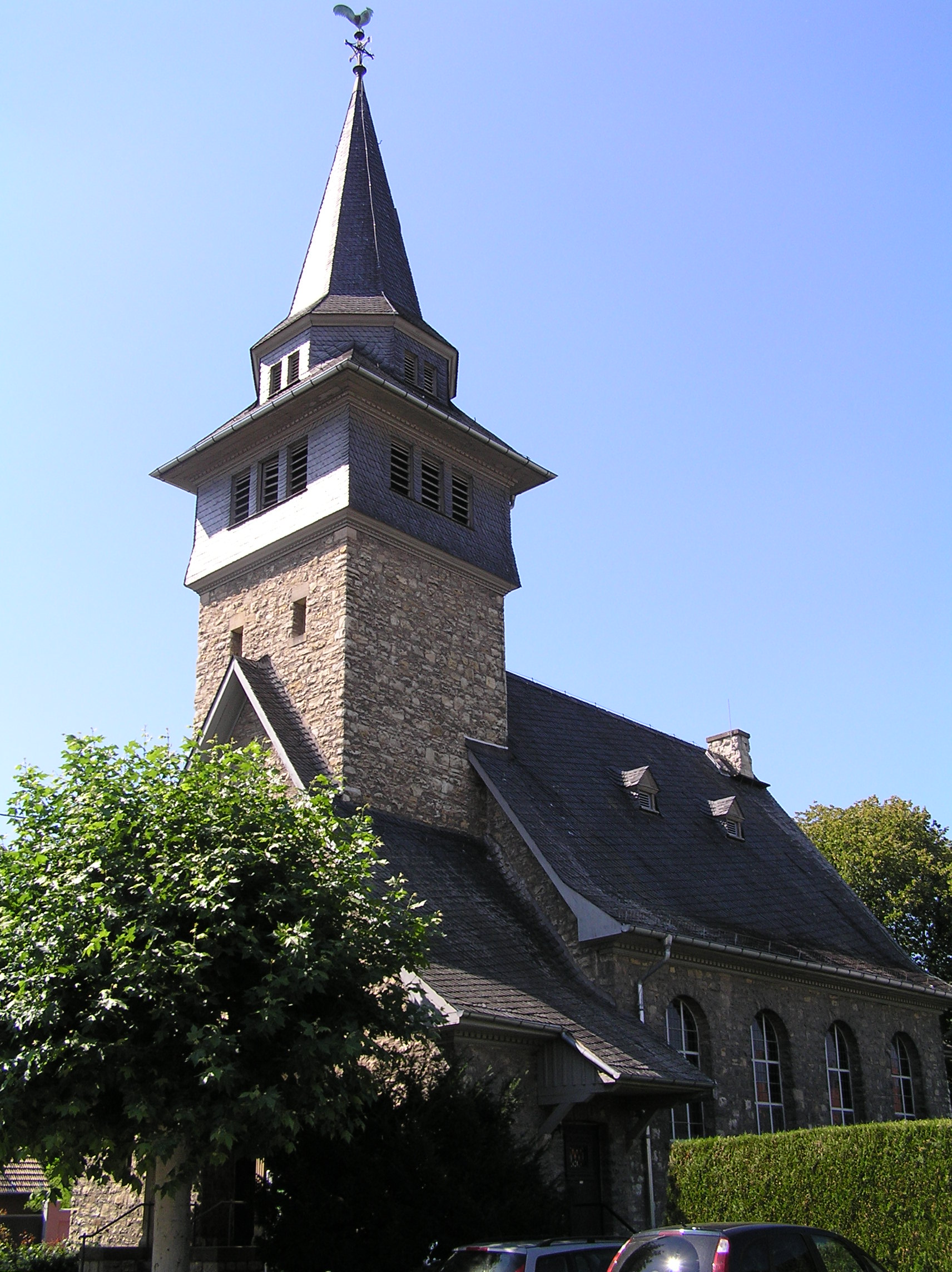
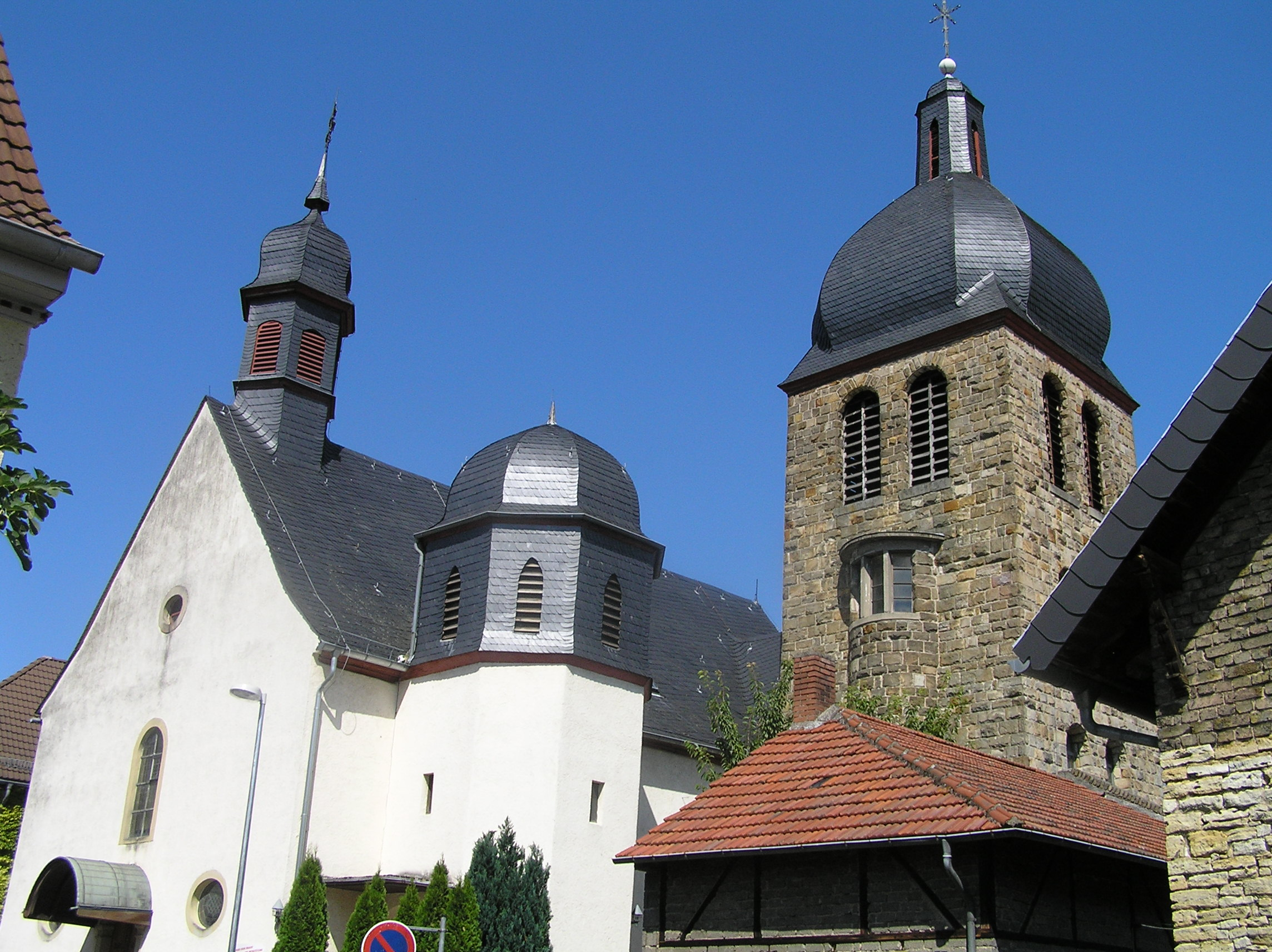
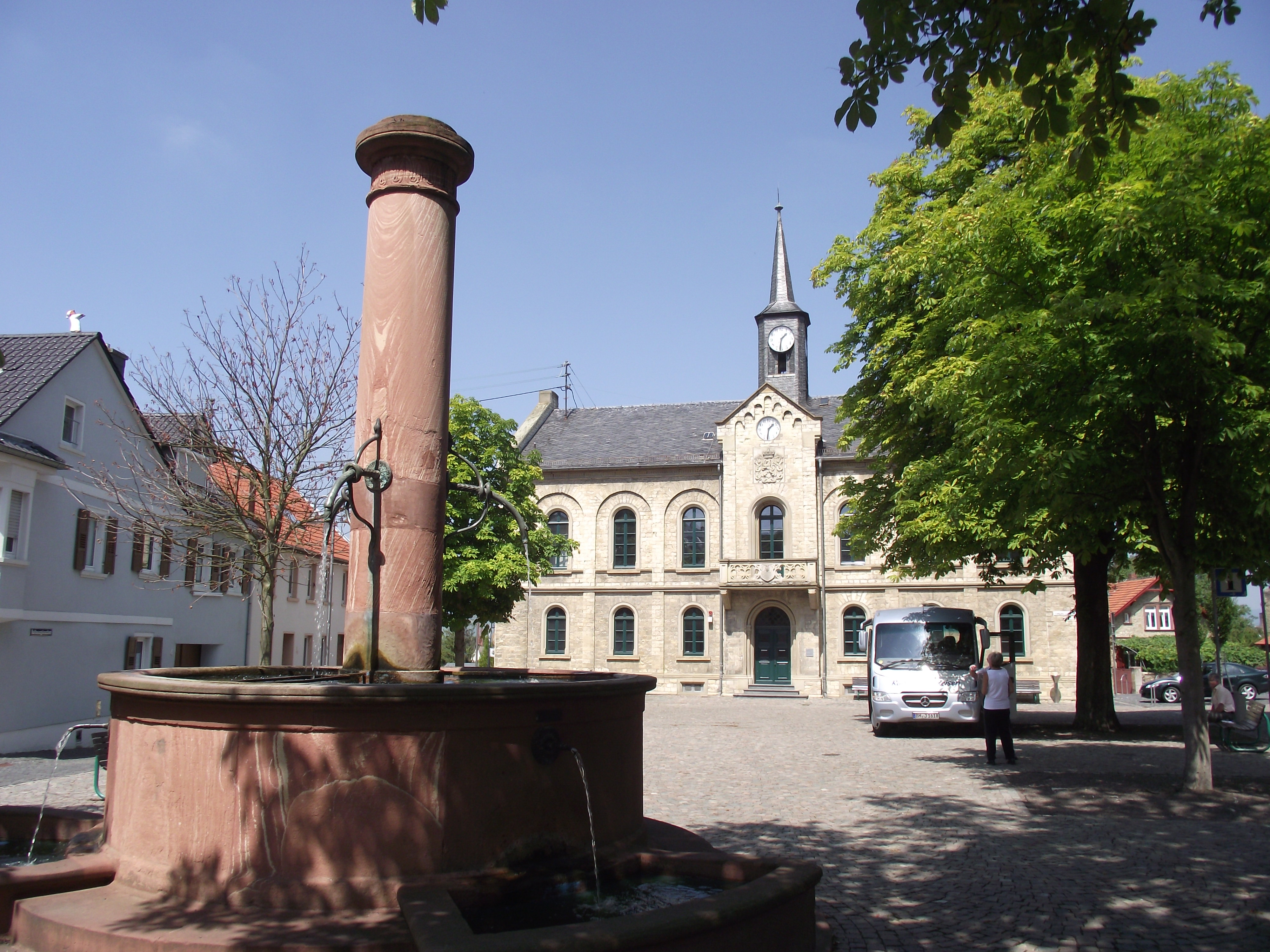
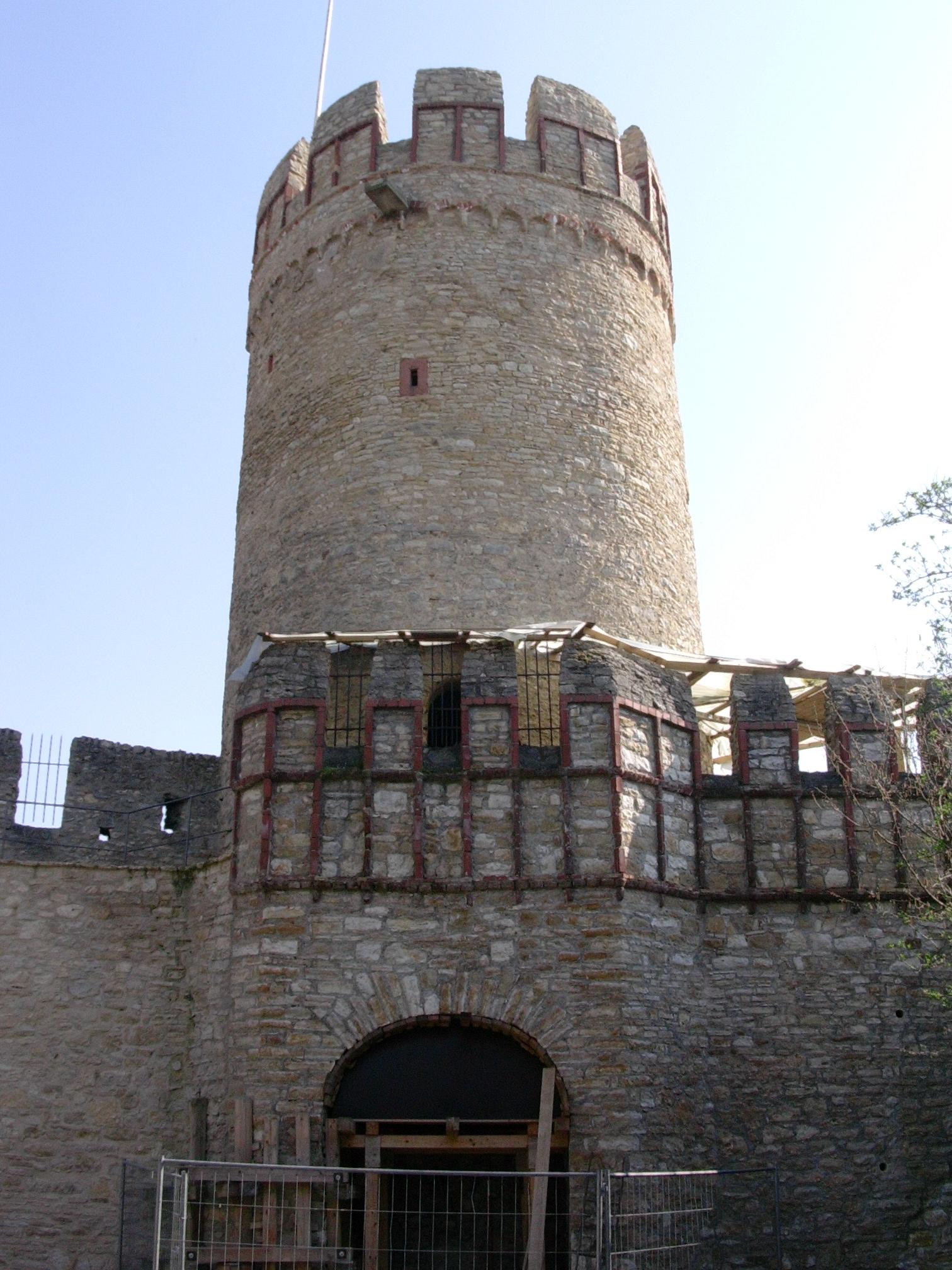
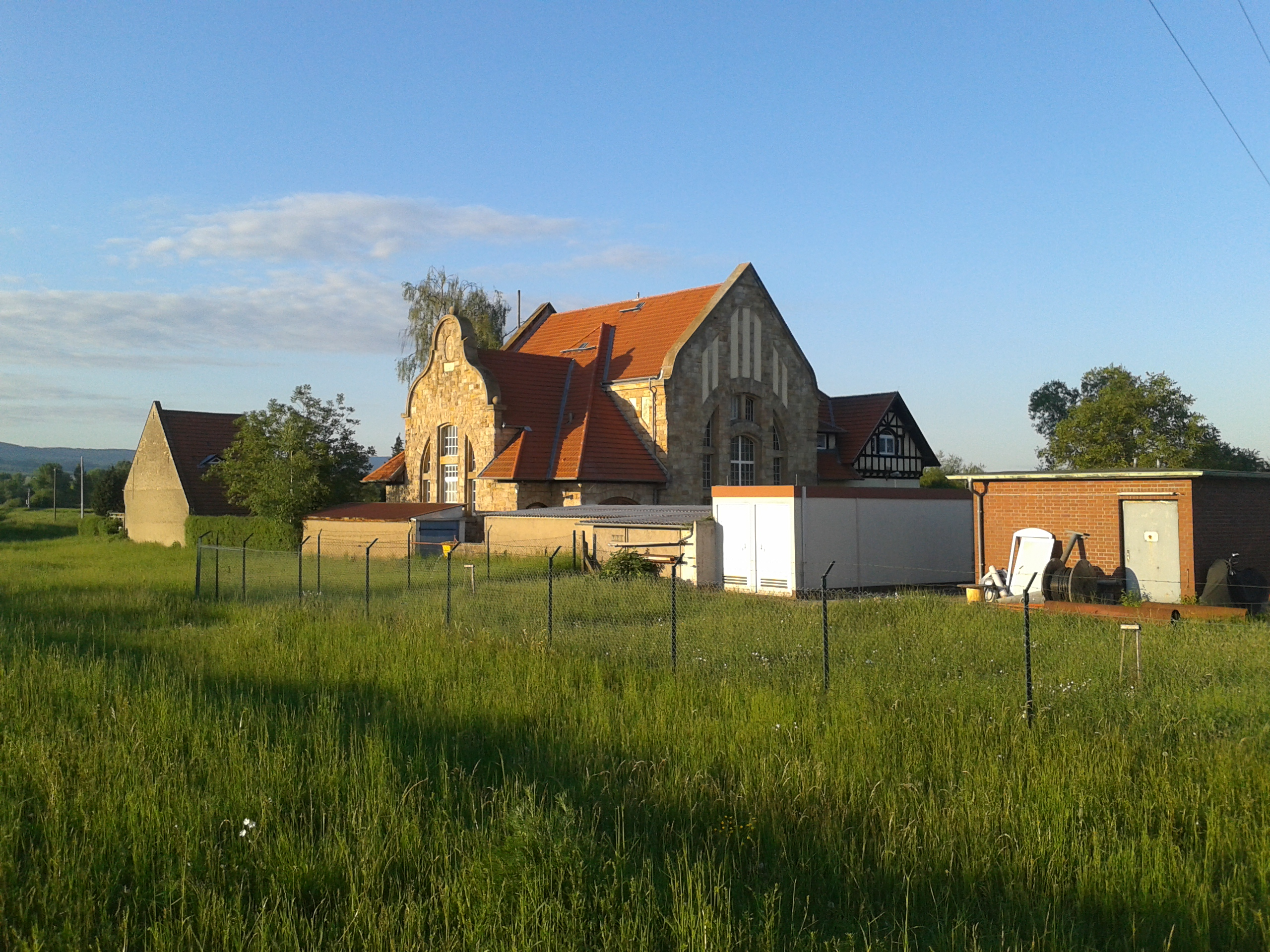
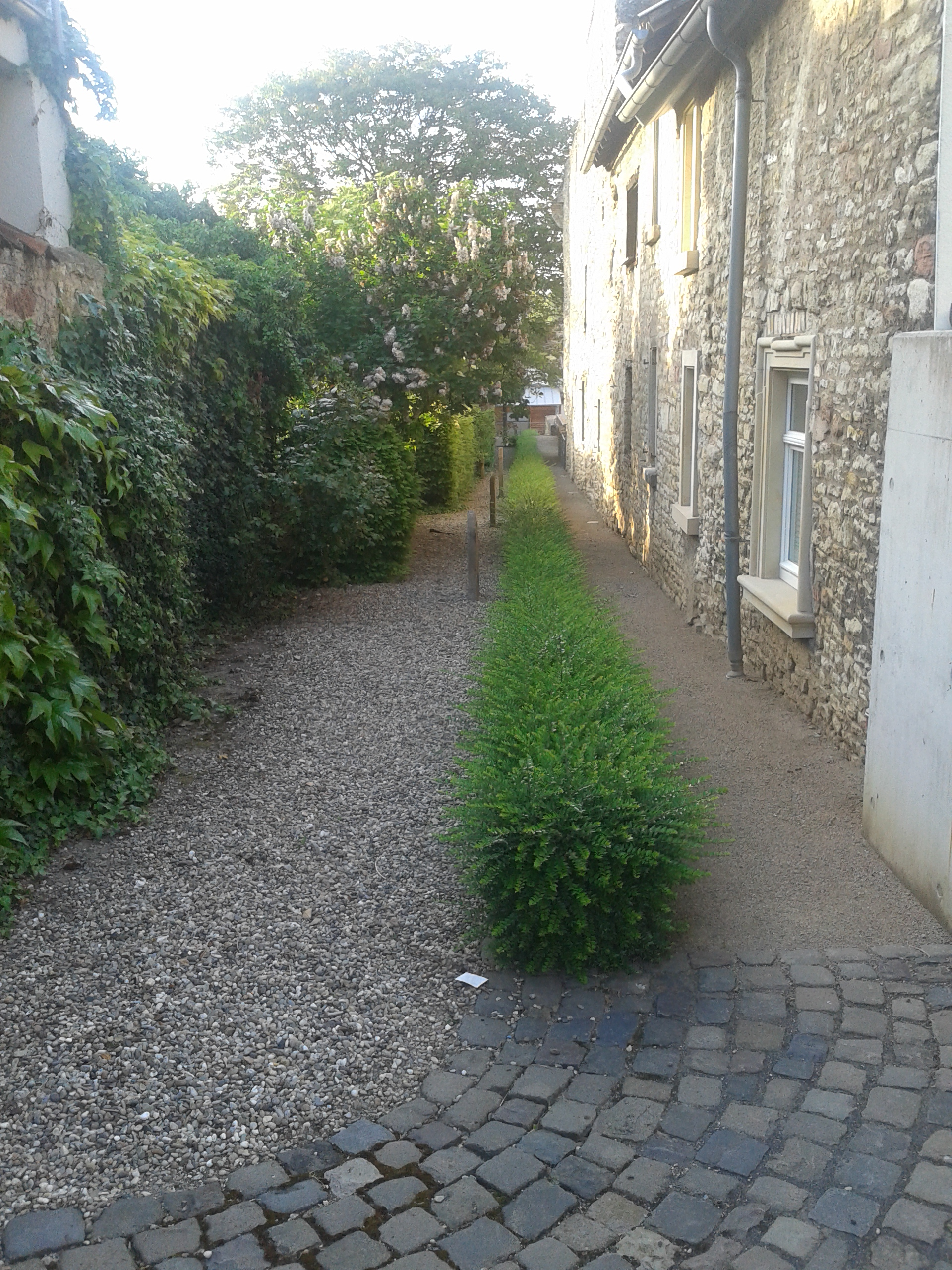